# Unione Sportiva Fiorenzuola 1922 1999-2000
Questa pagina raccoglie le informazioni riguardanti l'Unione Sportiva Fiorenzuola 1922 nelle competizioni ufficiali della stagione 1999-2000.

## Stagione
Nella stagione 1999-2000 il Fiorenzuola disputa il quinto campionato di Serie C2 della sua storia, il secondo consecutivo.
A differenza della stagione precedente la composizione dei gironi A e B del campionato di Serie C2 viene fatta dividendo le squadre col criterio Est-Ovest, in luogo del tradizionale nord e centro: il Fiorenzuola viene così inserito nel girone B insieme a formazioni provenienti dall'Italia nord e centro-orientale, a cui sono poi aggiunte le sarde Torres e Tempio. Questa divisione genera malumori nella dirigenza fiorenzuolana che avrebbe preferito la collocazione nel girone A per ragioni logistiche.
Dopo i risultati negativi della stagione precedente l'accordo col Genoa viene interrotto di comune accordo: di conseguenza se ne va l'allenatore Gregorio Mauro, sostituito da Bruno Nobili, proprio dal Genoa arriva invece il nuovo direttore sportivo Gianni Rosati.
In Coppa Italia Serie C i rossoneri sono inseriti nel girone C insieme a Brescello, AlbinoLeffe, Mantova e Montichiari, le prime due militanti in Serie C1. La prima stagionale è la prima giornata di Coppa che si gioca il 22 agosto e vede l'AlbinoLeffe sconfiggere il Fiorenzuola per 3-1. Nelle successive tre partite i rossoneri ottengono una vittoria, un pareggio ed una sconfitta chiudendo il girone al penultimo posto con 4 punti, davanti al solo Montichiari e venendo eliminati dalla competizione.
Il 5 settembre si gioca la prima di campionato, nella quale il Fiorenzuola pareggia per 1-1 al Comunale contro l'Imolese. La prima vittoria in campionato arriva alla terza, con l'1-0 ai danni del Faenza grazie ad un gol di Pelliccia. Nelle successive giornate del girone d'andata il Fiorenzuola prosegue con un andamento altalenante alternando buone prestazioni, come la vittoria per 1-0 in casa del Padova, e sconfitte, chiudendo la prima metà di campionato a metà classifica con 23 punti.
Dopo aver totalizzato 4 punti nelle prime due giornate del girone di ritorno i valdardesi, complici le difficoltà in attacco di Lauria, affrontano un periodo di crisi conquistando 4 punti nelle successive nove giornate di campionato. Il pareggio casalingo con il Teramo costa la panchina a Nobili che viene sostituito dalla coppia formata da Marco Bozzi e da Bruno Conca, quest'ultimo in veste di allenatore-giocatore. Con la nuova coppia alla guida i rossoneri tornano a vincere alla ventinovesima giornata battendo 2-0 il Carpi.
Si arriva all'ultima giornata con il Fiorenzuola in zona play-out a quota 38 punti, uno in meno del Castel San Pietro e tre in meno del Gubbio, di scena proprio al Comunale. I rossoneri vincono per 1-0 la partita con gli umbri grazie ad un colpo di testa di Lauria conquistando così la salvezza diretta.
A fine stagione il giocatore più presente in campionato è Marcucci con 33 presenze, mentre il miglior realizzatore è Lauria con 14 reti in campionato più una in coppa.

## Organigramma societario[1]
Area direttiva
- Presidente: Antonio Villa
- Vicepresidente: Roberto Bricchi

Area tecnica
- Direttore sportivo: Gianni Rosati
- Allenatore: Bruno Nobili, poi Bruno Conca e Marco Bozzi

## Rosa[1]
Sono in corsivo i giocatori che hanno lasciato la società durante la stagione.
| N. |                   | Ruolo | Calciatore                |
| -- | ----------------- | ----- | ------------------------- |
|    | Italia (bandiera) | P     | Davide Bertaccini         |
|    | Italia (bandiera) | P     | Marco Morrone             |
|    | Italia (bandiera) | P     | Federico Tassotti         |
|    | Italia (bandiera) | D     | William Bandera           |
|    | Italia (bandiera) | D     | Davide Della Bianchina    |
|    | Italia (bandiera) | D     | Andrea Gorrini            |
|    | Italia (bandiera) | D     | Paolo Grossi              |
|    | Italia (bandiera) | D     | Pierpaolo Lauretti        |
|    | Italia (bandiera) | D     | Daniele Marcucci          |
|    | Italia (bandiera) | D     | Stefano Medda             |
|    | Italia (bandiera) | D     | Emanuele Piciaccia        |
|    | Italia (bandiera) | C     | Pierpaolo Caminati        |
|    | Italia (bandiera) | C     | Bruno Conca               |
|    | Italia (bandiera) | C     | Luigi Consonni (capitano) |
|    | Italia (bandiera) | C     | Alessandro Di Matteo      |

| N. |                   | Ruolo | Calciatore              |
| -- | ----------------- | ----- | ----------------------- |
|    | Italia (bandiera) | C     | Piero Ferraresso        |
|    | Italia (bandiera) | C     | Dino Giannascoli        |
|    | Italia (bandiera) | C     | Emanuele Liberti        |
|    | Italia (bandiera) | C     | Daniele Mello           |
|    | Italia (bandiera) | C     | Daniele Pizzelli        |
|    | Italia (bandiera) | C     | Davide Rizzi            |
|    | Italia (bandiera) | C     | Adolfo Daniele Speranza |
|    | Italia (bandiera) | C     | Leandro Vessella        |
|    | Italia (bandiera) | A     | Roberto Flauto          |
|    | Italia (bandiera) | A     | Luca Mantegazza         |
|    | Italia (bandiera) | A     | Federico Lauria         |
|    | Italia (bandiera) | A     | Saverio Luciani         |
|    | Italia (bandiera) | A     | Giuseppe Niola          |
|    | Italia (bandiera) | A     | Enea Parma              |
|    | Italia (bandiera) | A     | Marco Pelliccia         |

## Calciomercato[1]

### Sessione estiva
Durante la sessione estiva arrivano il portiere Tassotti dalla Sangiorgese, i difensori Lauretti dal Pisa e Medda dal Ravenna, i centrocampisti Di Matteo dalla Maceratese, Mello dal Fanfulla e Speranza in prestito dal Piacenza, gli attaccanti Lauria, che rientra dal prestito al Baracca Lugo e Pelliccia dal Genoa come contropartita del riscatto di Di Muri da parte dei liguri.
Lasciano la società i portieri Gandini e Zappieri (al Pizzighettone), i difensori Anzalone che torna al Genoa per fine prestito, Cardarelli che si ritira, e Miccoli che passa alla Maceratese, i centrocampisti Bolla e Quaresmini diretti rispettivamente a Battipagliese e Avellino e gli attaccanti Dosi e D'Isidoro alla Lucchese il primo e al Taranto il secondo.
| Acquisti | Acquisti                | Acquisti     | Acquisti      |
| R.       | Nome                    | da           | Modalità      |
| -------- | ----------------------- | ------------ | ------------- |
| P        | Mauro Tassotti          | Sangiorgese  |               |
| D        | Pierpaolo Lauretti      | Pisa         |               |
| D        | Stefano Medda           | Ravenna      |               |
| C        | Alessandro Di Matteo    | Maceratese   |               |
| C        | Daniele Mello           | Fanfulla     |               |
| C        | Adolfo Daniele Speranza | Piacenza     | prestito      |
| A        | Federico Lauria         | Baracca Lugo | fine prestito |
| A        | Marco Pelliccia         | Genoa        |               |

| Cessioni | Cessioni          | Cessioni      | Cessioni      |
| R.       | Nome              | a             | Modalità      |
| -------- | ----------------- | ------------- | ------------- |
| P        | Ettore Gandini    |               | svincolato    |
| P        | Jonathan Zappieri | Pizzighettone |               |
| D        | Fabrizio Anzalone | Genoa         | fine prestito |
| D        | Ivano Cardarelli  |               | fine carriera |
| D        | Francesco Miccoli | Maceratese    |               |
| C        | Alec Bolla        | Battipagliese |               |
| C        | Andrea Quaresmini | Avellino      |               |
| A        | Luca Dosi         | Lucchese      |               |
| A        | Tiziano D'Isidoro | Taranto       |               |

### Sessione autunnale-invernale
Nella sessione autunno-invernale arrivano il portiere Morrone dal Foggia e i centrocampisti Caminati dal Brescia e Giannascoli in prestito dalla Cavese alla quale va, sempre in prestito, il difensore Della Bianchina. Oltre a lui se ne vanno Ferraresso (al Montevarchi), Vessella (al Nardò) e Niola (al Terzigno).
| Acquisti | Acquisti           | Acquisti | Acquisti |
| R.       | Nome               | da       | Modalità |
| -------- | ------------------ | -------- | -------- |
| P        | Marco Morrone      | Foggia   |          |
| C        | Pierpaolo Caminati | Brescia  |          |
| C        | Dino Giannascoli   | Cavese   | prestito |

| Cessioni | Cessioni               | Cessioni    | Cessioni |
| R.       | Nome                   | a           | Modalità |
| -------- | ---------------------- | ----------- | -------- |
| D        | Davide Della Bianchina | Cavese      | prestito |
| C        | Piero Ferraresso       | Montevarchi |          |
| C        | Leandro Vessella       | Nardò       |          |
| A        | Giuseppe Niola         | Terzigno    |          |

## Risultati

### Campionato

#### Girone di andata
| 5 settembre 1999 1ª giornata | Fiorenzuola | 1 – 1 | Imolese |  |

| 12 settembre 1999 2ª giornata | Vis Pesaro | 2 – 2 | Fiorenzuola |  |

| 19 settembre 1999 3ª giornata | Fiorenzuola | 1 – 0 | Faenza |  |

| 26 settembre 1999 4ª giornata | Tempio | 2 – 2 | Fiorenzuola |  |

| 3 ottobre 1999 5ª giornata | Fiorenzuola | 0 – 1 | Rimini |  |

| 10 ottobre 1999 6ª giornata | Maceratese | 0 – 0 | Fiorenzuola |  |

| 17 ottobre 1999 7ª giornata | Fiorenzuola | 3 – 3 | Sassuolo |  |

| 24 ottobre 1999 8ª giornata | Triestina | 1 – 0 | Fiorenzuola |  |

| 31 ottobre 1999 9ª giornata | Fiorenzuola | 2 – 1 | Castel San Pietro |  |

| 7 novembre 1999 10ª giornata | Teramo | 0 – 0 | Fiorenzuola |  |

| 14 novembre 1999 11ª giornata | Fiorenzuola | 1 – 0 | Mestre |  |

| 21 novembre 1999 12ª giornata | Fiorenzuola | 3 – 0 | Carpi |  |

| 28 novembre 1999 13ª giornata | Torres | 1 – 0 | Fiorenzuola |  |

| 5 dicembre 1999 14ª giornata | Fiorenzuola | 1 – 3 | Giorgione |  |

| 12 dicembre 1999 15ª giornata | Padova | 0 – 1 | Fiorenzuola |  |

| 19 dicembre 1999 16ª giornata | Fiorenzuola | 0 – 0 | Sora |  |

| 23 dicembre 1999 17ª giornata | Gubbio | 1 – 1 | Fiorenzuola |  |

#### Girone di ritorno
| 6 gennaio 2000 18ª giornata | Imolese | 1 – 1 | Fiorenzuola |  |

| 9 gennaio 2000 19ª giornata | Fiorenzuola | 3 – 1 | Vis Pesaro |  |

| 16 gennaio 2000 20ª giornata | Faenza | 0 – 0 | Fiorenzuola |  |

| 23 gennaio 2000 21ª giornata | Fiorenzuola | 1 – 2 | Tempio |  |

| 6 febbraio 2000 22ª giornata | Rimini | 2 – 0 | Fiorenzuola |  |

| 13 febbraio 2000 23ª giornata | Fiorenzuola | 2 – 2 | Maceratese |  |

| 20 febbraio 2000 24ª giornata | Sassuolo | 2 – 0 | Fiorenzuola |  |

| 27 febbraio 2000 25ª giornata | Fiorenzuola | 1 – 1 | Triestina |  |

| 12 marzo 2000 26ª giornata | Castel San Pietro | 2 – 0 | Fiorenzuola |  |

| 19 marzo 2000 27ª giornata | Fiorenzuola | 1 – 1 | Teramo |  |

| 26 marzo 2000 28ª giornata | Mestre | 1 – 0 | Fiorenzuola |  |

| 9 aprile 2000 29ª giornata | Carpi | 0 – 2 | Fiorenzuola |  |

| 16 aprile 2000 30ª giornata | Fiorenzuola | 1 – 4 | Torres |  |

| 22 aprile 2000 31ª giornata | Giorgione | 0 – 0 | Fiorenzuola |  |

| 30 aprile 2000 32ª giornata | Fiorenzuola | 2 – 1 | Padova |  |

| 7 maggio 2000 33ª giornata | Sora | 3 – 0 | Fiorenzuola |  |

| 14 maggio 2000 34ª giornata | Fiorenzuola | 1 – 0 | Gubbio |  |

## Statistiche

### Statistiche di squadra
| Competizione         | Punti | Totale | Totale | Totale | Totale | Totale | Totale | DR |
| Competizione         | Punti | G      | V      | N      | P      | Gf     | Gs     | DR |
| -------------------- | ----- | ------ | ------ | ------ | ------ | ------ | ------ | -- |
| Serie C2             | 41    | 34     | 9      | 14     | 11     | 33     | 39     | -6 |
| Coppa Italia Serie C |       | 4      | 1      | 1      | 2      | 5      | 6      | -1 |
| Totale               |       | 38     | 10     | 15     | 13     | 38     | 45     | -7 |

### Statistiche dei giocatori[1]
| Giocatore          | Serie C2 | Serie C2 | Coppa Italia Serie C | Coppa Italia Serie C | Totale   | Totale |
| Giocatore          | Presenze | Reti     | Presenze             | Reti                 | Presenze | Reti   |
| ------------------ | -------- | -------- | -------------------- | -------------------- | -------- | ------ |
| W. Bandera         | 1        | 0        | ?                    | 0                    | 1+       | 0      |
| D. Bertaccini      | 8        | -13      | ?                    | -?                   | 8+       | -13+   |
| P. Caminati        | 28       | 0        | -                    | -                    | 28       | 0      |
| B. Conca           | 15       | 1        | ?                    | 0                    | 15+      | 1      |
| L. Consonni        | 29       | 3        | ?                    | 0                    | 29+      | 3      |
| D. Della Bianchina | 2        | 0        | ?                    | 0                    | 2+       | 0      |
| A. Di Matteo       | 29       | 4        | ?                    | 0                    | 29+      | 4      |
| P. Ferraresso      | 1        | 0        | ?                    | 1                    | 1+       | 1      |
| R. Flauto          | 1        | 0        | ?                    | 0                    | 1+       | 0      |
| D. Giannascoli     | 8        | 0        | -                    | -                    | 8        | 0      |
| A. Gorrini         | 29       | 0        | ?                    | 0                    | 29+      | 0      |
| P. Grossi          | 12       | 0        | ?                    | 0                    | 12+      | 0      |
| P. Lauretti        | 32       | 1        | ?                    | 0                    | 32+      | 1      |
| F. Lauria          | 30       | 14       | ?                    | 1                    | 30+      | 15     |
| E. Liberti         | 13       | 0        | ?                    | 0                    | 13+      | 0      |
| S. Luciani         | 26       | 5        | ?                    | 3                    | 26+      | 8      |
| L. Mantegazza      | 2        | 0        | ?                    | 0                    | 2+       | 0      |
| D. Marcucci        | 33       | 0        | ?                    | 0                    | 33+      | 0      |
| S. Medda           | 28       | 0        | ?                    | 0                    | 28+      | 0      |
| D. Mello           | 12       | 0        | ?                    | 0                    | 12+      | 0      |
| M. Morrone         | 21       | -20      | -                    | -                    | 21       | -20    |
| G. Niola           | 3        | 0        | ?                    | 0                    | 3+       | 0      |
| E. Parma           | 20       | 0        | ?                    | 0                    | 20+      | 0      |
| M. Pelliccia       | 17       | 3        | ?                    | 0                    | 17+      | 3      |
| E. Piciaccia       | 9        | 0        | ?                    | 0                    | 9+       | 0      |
| D. Pizzelli        | 15       | 1        | ?                    | 0                    | 15+      | 1      |
| D. Rizzi           | 1        | 0        | ?                    | 0                    | 1+       | 0      |
| A. Speranza        | 29       | 0        | ?                    | 0                    | 29+      | 0      |
| F. Tassotti        | 5        | -6       | ?                    | -?                   | 5+       | -6+    |
| L. Vessella        | 1        | 0        | ?                    | 0                    | 1+       | 0      |